# Horia Liman
Pour les articles homonymes, voir Horia.
Horia Liman (patronyme Lehman, né le 12 septembre 1912 à Bucarest, en Roumanie, mort le 22 août 2002 à Neuchâtel, en Suisse romande) est un journaliste et écrivain d'expression roumaine et française.

## Son activité littéraire
C’est en Roumanie que Horia Liman, originaire de Brăila, commence sa carrière de journaliste en contribuant à diverses revues littéraires des années 1930 : Zodiac (1930-1931) ; Discobolul (1932-1933), dont il est l'un des fondateurs et principaux rédacteurs, et auquel ont collaboré Eugen Ionescu et Emil Cioran ; Vremea (1936-1938) ; Lumea româneascǎ (1937-1939). Après la guerre, il est rédacteur en chef de la revue Contemporanul (1946-1957).
En 1970, il est envoyé en qualité de correspondant de presse à Prague, puis à Genève où il demande l’asile politique. Il devient citoyen helvétique (1981). Etabli à Neuchâtel, il collabore aux organes de presse suivants : La Gazette de Lausanne, Construire, Correspondances, Cahiers de l’Alliance culturelle romande.
Au cours de ces années, il écrit plusieurs romans et nouvelles, et publie en 1987 La foire aux jeunes filles, roman qui met en scène les mœurs des habitants de l’Oach (Oaş), une région aux traditions ancestrales située au nord de la Roumanie. L'auteur y campe des types humains caractéristiques (le charretier, le cabaretier, la sorcière, le pope...) et en fait revivre les coutumes, dont la célèbre foire aux jeunes filles du mont Gaïna. L'ouvrage est réédité en 1992 sous le titre L’échéance. La même année, il publie Les bottes, une vaste fresque des années 1930 à 1970 en Roumanie, vues à travers le personnage de Valer Filimon, protagoniste principal et double de l’auteur. Par son ampleur, ce roman en forme de bilan constitue son œuvre majeure.
Horia Liman fut membre des associations littéraires suivantes : Alliance culturelle romande, Association des écrivains neuchâtelois et jurassiens (Aenj), Association vaudoise des écrivains, Association des écrivains de langue française (Adelf, section française), Pen club international (section suisse romande), Amis de Panaït Istrati. 
En 1993, il reçut le Prix Schiller de la Schweizerische Schillerstiftung (de) pour son roman Les bottes.

## Ouvrages publiés en langue française
- La foire aux jeunes filles, Lecce, Pensionante de' Saraceni, 1987.
- L'échéance, Saint-Imier, Canevas éd., 1992. Rééd. de La foire aux jeunes filles.
- Les bottes, Saint-Imier, Canevas éd., 1992.

## Citation
« Rêver du paradis n'est pas une chose par nous inventée. La solidarité qui lie les membres d'une tribu prosternés devant le totem est une tradition plusieurs fois millénaire. Mais nous, nous croyions ouvrir les portes de l'Histoire. Nous, nous croyions être le Commencement » (Les bottes, p. 68).

## Sources
- Români în ştiinţǎ şi cultura occidentalǎ, dirs. Dan Grindea et Ion Manea Manoliu, Academia româno-americanǎ de ştiinţe şi arte (Ara), Costa Mesa, Ca, Usa, 1996, p. 234-235, réd.Lionel Scantéyé.
- Hangiu, I., Dicţionarul presei literare româneşti, 1790-1990, Ed. a II-a rev. şi completatǎ, Bucureşti, Ed. Fundaţiei culturale române, 1996.